# Ángel Vázquez
Ángel Vázquez (ur. ? – zm. ?) – argentyński trener piłkarski. 

## Kariera trenerska
Ángel Vázquez w 1924 jako pierwszy w historii objął stanowisko samodzielnego selekcjonera reprezentacji Argentyny. W roli seklekcjonera zadebiutował 21 września 1924 w zremisowanym 1-1 towarzyskim meczu z Urugwajem. W 1924 wystąpił z Argentyną w Mistrzostwach Ameryki Południowej. Na turnieju w Montevideo zremisowała z Paragwajem i Urugwajem oraz wygrała z Chile, dzięki czemu zajęła drugie miejsce, ustępując tylko gospodarzom turnieju.
W 1925 po raz drugi uczestniczył w Mistrzostwach Ameryki Południowej. Na turnieju w Buenos Aires gospodarze dwukrotnie pokonali Paragwaj oraz wygrali i zremisowali z Brazylią, dzięki czemu po raz czwarty zdobyli Mistrzostwo Ameryki Południowej.
Bilans Vázqueza na stanowisku selekcjonera to 12 meczów, z których 5 wygrał i 7 zremisował przy bilansie bramkowym 18-8.